# Músculo esfíncter da pupila
O músculo esfíncter da pupila é um músculo intraocular.